# 超橢圓

，的超橢圓

，的超橢圓

，的超橢圓，也稱為方圓形（Squircle）

超橢圓（英語：superellipse）也稱為拉梅曲線（Lamé curve），是在笛卡儿坐标系下滿足以下方程式的點的集合：
{\displaystyle |{\frac {x}{a}}|^{n}\!+|{\frac {y}{b}}|^{n}\!=1}
其中{\displaystyle n}、{\displaystyle a}及{\displaystyle b}為正數。
上述方程式的解會是一個在{\displaystyle -a\leq x\leq +a}及{\displaystyle -b\leq y\leq +b}長方形內的封閉曲線，參數{\displaystyle a}及{\displaystyle b}稱為曲線的半直徑（semi-diameters）。
{\displaystyle n}在0和1之間時，超橢圓的圖形類似一個曲線的四角星，四邊的曲線往內凹。
{\displaystyle n}為1時，超橢圓的圖形為一菱形，四個頂點為{\displaystyle (\pm a,0)}及{\displaystyle (0,\pm b)}。{\displaystyle n}在1和2之間時，超橢圓的圖形類似菱形，四個頂點位置相同，但四邊是往外凸的曲線，越接近頂點，曲線的曲率越大，頂點的曲率趨近無限大。
{\displaystyle n}為2時，超橢圓的圖形即為橢圓（若{\displaystyle a=b}時則為一個圓形）。當{\displaystyle n}大於2時，超橢圓的圖形看似四角有圓角的長方形，曲線的曲率在{\displaystyle (\pm a,0)}及{\displaystyle (0,\pm b)}四點為0。{\displaystyle n}為4的超橢圓也稱為方圓形。
{\displaystyle n<2}的超橢圓也稱為次椭圆（hypoellipse），{\displaystyle n>2}的超橢圓則稱為過椭圆（hyperellipse）。
當{\displaystyle n\geq 1}，且{\displaystyle a=b=1}時的超橢圓是二維Lp空间下的單位圓，{\displaystyle n}即為其p-範數。
超橢圓的極點為{\displaystyle (\pm a,0)}及{\displaystyle (0,\pm b)}，而其四個「角」為{\displaystyle (\pm sa,\pm sb)}，其中 {\displaystyle s=2^{-{\frac {1}{n}}}}。

## 數學性質

超橢圓的動畫

當{\displaystyle n}為一個非零的有理數{\displaystyle {\frac {p}{q}}}（最簡分數形式），則超橢圓為一平面代數曲線。若{\displaystyle n}為正數，其曲線次數為{\displaystyle pq}，若{\displaystyle n}為負數，其曲線次數為{\displaystyle 2pq}。若{\displaystyle a}和{\displaystyle b}均為1且{\displaystyle n}為偶數，則此超橢圓為一{\displaystyle n}次的費馬曲線，此時超橢圓沒有奇點，但一般而言超橢圓中會有有奇點。
超橢圓的參數方程如下：
{\displaystyle \left.{\begin{aligned}x\left(\theta \right)&=\pm a\cos ^{\frac {2}{n}}\theta \\y\left(\theta \right)&=\pm b\sin ^{\frac {2}{n}}\theta \end{aligned}}\right\}\qquad 0\leq \theta <{\frac {\pi }{2}}}
或
{\displaystyle {\begin{aligned}x\left(\theta \right)&={|\cos \theta }|^{\frac {2}{n}}\times a\operatorname {sgn}(\cos \theta )\\y\left(\theta \right)&={|\sin }\theta |^{\frac {2}{n}}\times b\operatorname {sgn}(\sin \theta )\end{aligned}}}
超橢圓內的面積可以用Γ函数{\displaystyle \Gamma (x)}來表示：
{\displaystyle \ S} = {\displaystyle \Gamma (x)=4ab{\frac {\left(\Gamma \left(1+{\tfrac {1}{n}}\right)\right)^{2}}{\Gamma \left(1+{\tfrac {2}{n}}\right)}}.}
其垂足曲線較容易計算，而以下曲線的垂足曲線
{\displaystyle \left({\frac {x}{a}}\right)^{n}\!+\left({\frac {y}{b}}\right)^{n}\!=1}
可以用極坐標方式來表示：
{\displaystyle (a\cos \theta )^{\tfrac {n}{n-1}}+(b\sin \theta )^{\tfrac {n}{n-1}}=r^{\tfrac {n}{n-1}}.}

## 延伸

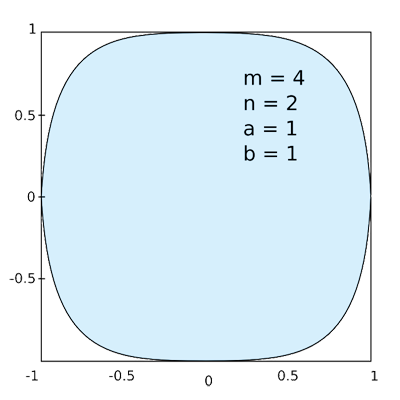
廣義的超橢圓，.

超橢圓可以延伸為以下的形式：
{\displaystyle \left|{\frac {x}{a}}\right|^{m}+\left|{\frac {y}{b}}\right|^{n}=1;\qquad m,n>0.}
或
{\displaystyle {\begin{aligned}x\left(\theta \right)&={|\cos \theta |}^{\frac {2}{m}}\cdot a\operatorname {sgn}(\cos \theta )\\y\left(\theta \right)&={|\sin \theta |}^{\frac {2}{n}}\cdot b\operatorname {sgn}(\sin \theta ).\end{aligned}}}
其中的{\displaystyle \theta }不是表示角度，只是方程式的一個參數。

## 歷史
超橢圓在笛卡兒坐標系下的表示式是由1795年出生的法國數學家加布里埃爾·拉梅，由椭圓的方程式擴展而得。

Zapf's Melior字體的'o'及'O'的輪廓可以用的超橢圓來表示

字體設計師赫爾曼·察普夫在1952年設計的Melior字體，利用超橢圓作為字母o的外形。三十年後高德納設法選擇了介於橢圓及超橢圓之間的曲線（兩者都用样条函数近似），作為他的Computer Modern字體。
1959年時瑞典斯德哥尔摩提出了其市中心賽格爾廣場圓環的設計競賽。丹麥詩人皮亞特·海恩(1905–1996)的設計以是一個n = 2.5，a/b = 6/5的超橢圓為基礎。他的說明如下：
人是唯一一種會畫線然後將自己絆倒的動物。整個文明的推進有二個不同的取向：一種以直線及長方形為主，另一種則圓弧線為主。二種取向都有其機構上及心理上的原因。直線的事物可以放在一起，節省空間。而圓的東西很簡單，容易移動。但我們常常會陷入要在二者中選擇一個的困境，此時往往是介於二者中間的事物會更合適。隨意繪製的作品－例如以往在斯德哥尔摩出現過的圓環－無法達到這一點。它不是一個固定的形狀，也不像圓或方形有明確的定義，在美感上有所不足。超橢圓解決了這一個問題，它介於圓和長方形之間，既不是圓也不是長方形。它是一個有固定形狀、有明確定義的一個整體。
賽格爾廣場在1967年完成，而皮亞特·海恩繼續在其他的藝術品中使用超橢圓，包括牀、碟子、桌子等。皮亞特·海恩將超橢圓以長軸為軸心旋轉，形成了一個立體的超級蛋，其特點是可以平面上直立，不會倒下，因此變成一個特別的玩具。
1968年在巴黎在為越戰談判時，談判者不滿意談判桌的外形，Balinski、Kieron Underwood及Holt在一封寄給紐約時報的信件中建議以超橢圓作為談判桌的外形。1968年由墨西哥城主辦奧運時，也以超橢圓為阿茲特克體育場的外形。
沃尔多·托布勒在1973年提出了托布勒超橢圓投影，其中的經線就是用超橢圓來表示。
美式足球球隊匹兹堡钢人的標誌是三個相連的超橢圓。